# Sophia (EP)
Sophia è il EP di debutto omonimo di la cantante brasiliana Sophia Abrahão, pubblicato nel 14 luglio 2014.

## Tracce
1. No Final – 3:28 (Sophia Abrahão, Rique Azevedo, Samille Joker)
2. Deixa Eu Gostar de Você – 3:54 (Lucas Silveira, Karen Jonz)
3. Tudo Que Eu Sempre Quis – 2:37 (Rique Azevedo, Liah Soares)
4. Deixa Estar – 2:38 (Sophia Abrahão, Gustavo Pagan, Rique Azevedo, João Milliet)